# Madeline Kahn
Madeline Kahn (født 29. september 1942, død 3. december 1999) var en amerikansk skuespiller.
Hun blev født i Boston i Massachusetts.
Kahn er kendt fra mange af Mel Brooks' film, såsom Sheriffen skyder på det hele (1974), Frankenstein junior (1974) og Mel Brooks' skøre verdenshistorie (1981).
Hun spillede også med i Gene Wilders Sherlock Holmes' smarte bror (1975).
Kahn var uddannet sangerinde.
Hun døde af kræft i æggestokkene (æggestokkræft).

## Udvalgt filmografi
- Sheriffen skyder på det hele (1974)
- Frankenstein junior (1974)
- Sherlock Holmes' smarte bror (1975)
- Mel Brooks' skøre verdenshistorie (1981)
- My little pony filmen - stemme (1986)
- Nixon (1995)
- Græsrødderne - stemme (1998)